# Buellia subdisciformis
Buellia subdisciformis är en lavart som först beskrevs av William Allport Leighton och fick sitt nu gällande namn av Edvard Vainio. 
Buellia subdisciformis ingår i släktet Buellia och familjen Physciaceae.   Inga underarter finns listade i Catalogue of Life.

## Källor

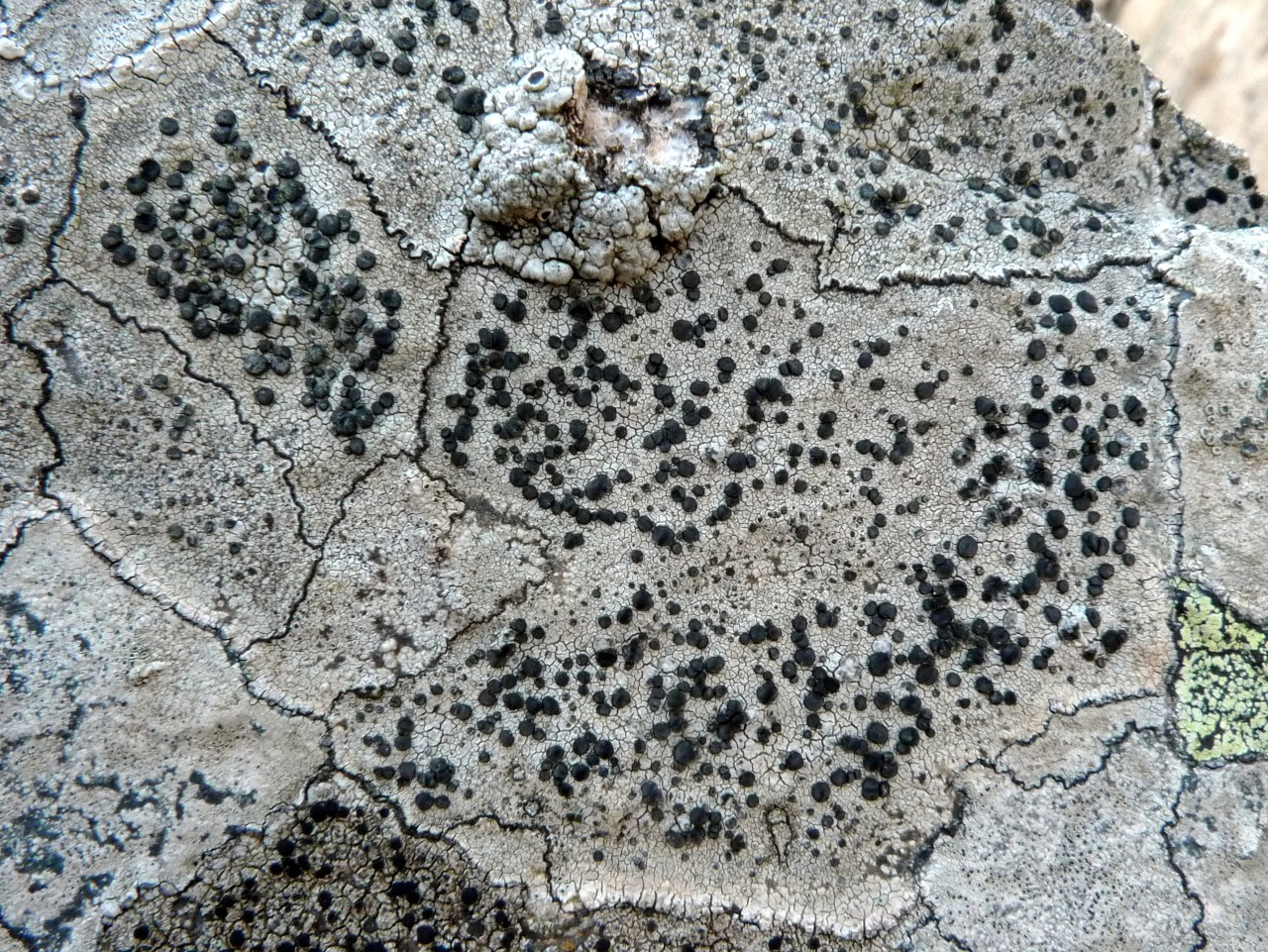